# 플라텐세 FC
CD 플라텐세(Club Deportivo Platense)는 1960년 7월 4일에 창단한 온두라스의 축구 클럽으로, 현재 온두라스 리가 나시오날에 참가하고 있다.

## 선수 명단

### 현역
참고: FIFA 자격 규정에 따라 소속된 국가대표팀 국기를 표시합니다. 선수는 복수의 FIFA 비회원국 국적을 가지고 있을 수 있습니다.
| 번호 | 포지션 | 국적 | 이름 |
| ---- | ------ | ---- | ---- |

| 번호 | 포지션 | 국적 | 이름 |
| ---- | ------ | ---- | ---- |

### 역대
틀:플라텐세 FC 선수 명단
틀:온두라스 리가 나시오날 데 아센소